# Jean Cottenet
Pour les articles homonymes, voir Cottenet.
Jean Auguste Albert Cottenet, né le 9 août 1882 dans le 8e arrondissement de Paris et mort en janvier 1942 aux Neyrolles à Lassouts, est un peintre français.

## Biographie
Élève de Jules Lefebvre et de François Flameng, il expose au Salon des artistes français à partir de 1909 et y obtient une médaille de bronze en 1913, une médaille d'argent en 1914 et une médaille d'or en 1930. 
Mobilisé dans l'infanterie pendant la Première Guerre mondiale, il est blessé par un éclat d'obus le 6 décembre 1914 à Langemark.
Il expose aussi en 1929 au Salon des Tuileries deux Portraits de jeunes filles.
Il fut, par ailleurs, le professeur de Henri Cartier-Bresson en 1922.
Il demeure au no 11 Villa Spontini à Paris.